# Spezialmarkt
Der zum Marktgewerbe gehörende Spezialmarkt ist nach der Legaldefinition des § 68 Abs. 1 GewO eine im Allgemeinen regelmäßig in größeren Zeitabständen wiederkehrende, zeitlich begrenzte Veranstaltung, auf der eine Vielzahl von Anbietern bestimmte Waren feilbietet.

## Allgemeines
Das deutsche Gewerberecht kennt drei Gewerbeformen, und zwar das an einen festen Standort gebundene stehende Gewerbe als Grundform des Gewerberechts, das ohne festen Standort auskommende Reisegewerbe und das Marktgewerbe, das zwar einen Standort haben kann, diesen aber wechseln darf. Das Gewerberecht knüpft an diese Gewerbeformen unterschiedliche Anforderungen insbesondere hinsichtlich der Erlaubnis. Die gewerbliche Tätigkeit darf im Marktgewerbe seinen temporären Standort wechseln, während das stehende Gewerbe an seinen Standort gebunden ist. Im Gegensatz zum Reisegewerbe ist das Marktgewerbe nicht schärfer reguliert, sondern gegenüber dem stehenden Gewerbe privilegiert.
Das Marktgewerbe setzt sich aus den Unterarten Messen (§ 64 GewO), Ausstellungen (§ 65 GewO), Großmärkte (§ 66 GewO), Wochenmärkte (§ 67 GewO), Spezialmärkte (§ 68 Abs. 1 GewO) und Jahrmärkte (§ 68 Abs. 2 GewO) zusammen. 

## Arten
Spezialmärkte sind dadurch gekennzeichnet, dass nur ganz bestimmte Waren feilgeboten werden. Zulässig sind z. B. Warenkategorien wie Möbel, Münzen, Töpferwaren, Kleinvieh oder Einrichtungsgegenstände. Auf den Spezialmärkten dürfen auch unterhaltende Tätigkeiten, wie z. B. Ritterspiele, angeboten werden. Jahrmärkte hingegen sind ebenfalls Spezialmärkte, unterscheiden sich jedoch durch das breitere Warenangebot. Jahrmärkte sind z. B. Weihnachtsmärkte, Oktoberfeste und Mittelalterveranstaltungen. 

## Rechtsfragen
Die Merkmale eines Spezialmarkts sind in § 68 Abs. 1 GewO wie folgt definiert:
- Begrenzung auf ein Spezialgebiet,
- nur ein Spezialmarkt pro Monat ist auf einem abgegrenzten Gebiet zulässig,
- Eintrittsgeld kann erhoben werden,
- Veranstaltung findet regelmäßig statt und ist zeitlich begrenzt.[3]

Eine Festsetzung gemäß § 69 GewO ist auf Antrag möglich. Dabei sind von der zuständigen Behörde Gegenstand, Zeit, Öffnungszeiten und Platz für jeden Fall der Durchführung festzusetzen.
Vom Veranstalter muss ein Antrag auf Festsetzung bei der Genehmigungsbehörde eingereicht werden. Dies kann das Ordnungs- oder Gewerbeamt sein. Mit diesem Antrag müssen alle weiteren Unterlagen eingereicht werden. Dies sind Informationen zum Spezialmarkt und eine Skizze, ein polizeiliches Führungszeugnis sowie ein Auszug aus dem Gewerbezentralregister jeweils zur Vorlage bei einer Behörde, ein Nachweis über die Versicherung und eine Übersicht über weitere geplante Aktivitäten, z. B. ein Feuerwerk. Liegt der Antrag vollständig vor, werden von der Genehmigungsbehörde Stellungnahmen aller Beteiligter eingeholt, z. B. der IHK, der Feuerwehr, der Polizei und dem Umweltamt. Nach Abschluss des Verfahrens erhält der Veranstalter einen Bescheid, welcher alle wesentlichen Informationen sowie die Kosten enthält und genießt Marktprivilegien wie den Wegfall der Sonn- und Feiertagsruhe oder die Ausnahme aus dem Ladenöffnungsgesetz. Der Bescheid muss während des Spezialmarktes mitgeführt und ggf. bei einer Kontrolle vorgezeigt werden können. Gegen den Bescheid ist eine Klage vor dem Verwaltungsgericht zulässig.